# Leichtathletik-Weltmeisterschaften 2022/Teilnehmer (Gabun)
| Gelbes Symbol für Goldmedaillen mit stilisierten Olympischen Ringen | Graues Symbol für Silbermedaillen mit stilisierten Olympischen Ringen | Braundes Symbol für Bronzemedaillen mit stilisierten Olympischen Ringen |
| ------------------------------------------------------------------- | --------------------------------------------------------------------- | ----------------------------------------------------------------------- |
| –                                                                   | –                                                                     | –                                                                       |

Gabun nahm an den Leichtathletik-Weltmeisterschaften 2022 in Eugene mit einem Athleten teil.

## Ergebnisse

### Männer

#### Laufdisziplin
| Athlet            | Disziplin | Vorlauf    | Vorlauf | Halbfinale | Halbfinale | Finale | Finale |
| Athlet            | Disziplin | Zeit       | Platz   | Zeit       | Platz      | Zeit   | Platz  |
| ----------------- | --------- | ---------- | ------- | ---------- | ---------- | ------ | ------ |
| Guy Maganga Gorra | 200 m     | 20,44 s NR | 21      | 20,65 s    | 19         | DNQ    | DNQ    |